# Antigone (Sophokles)

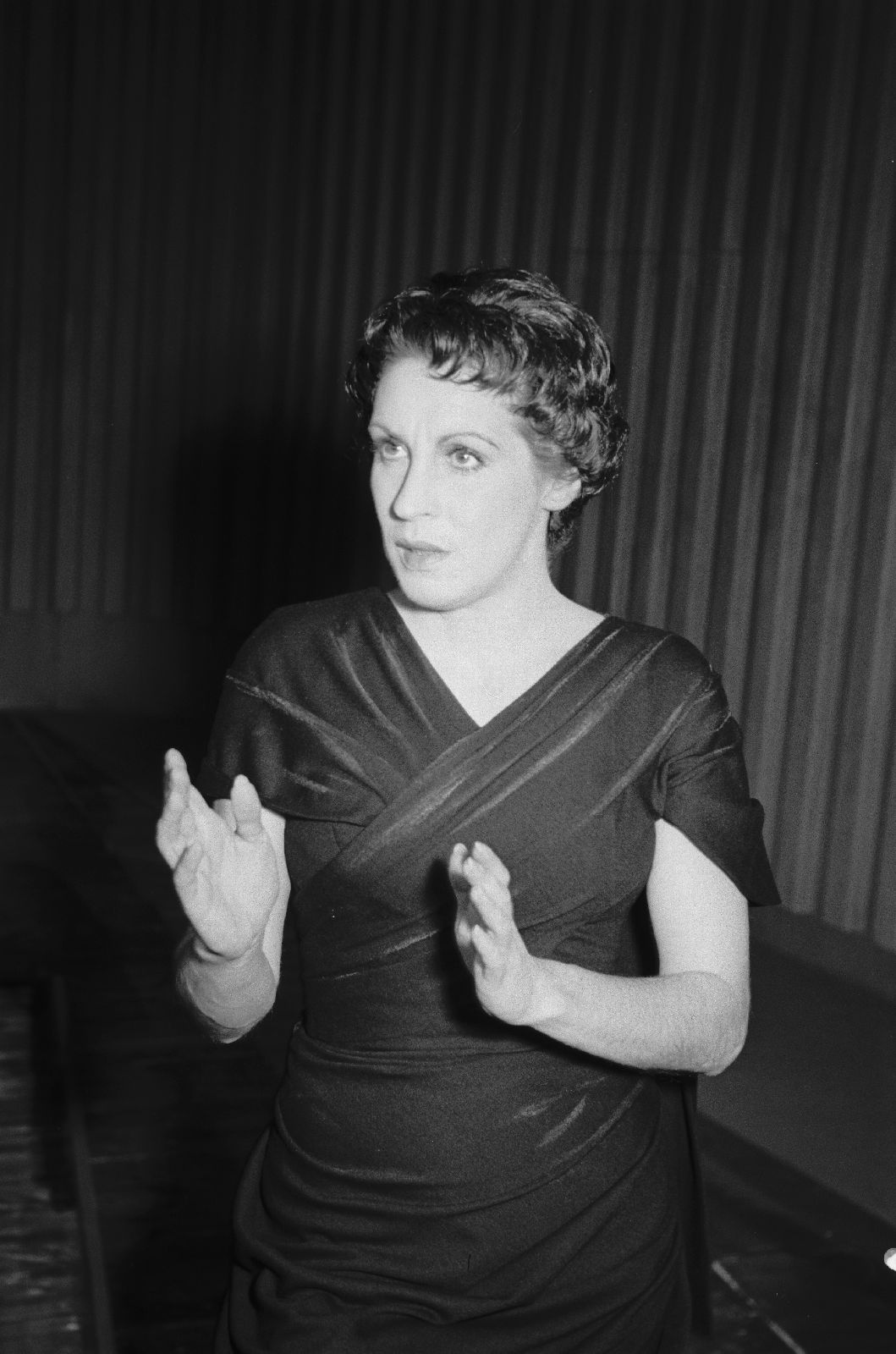
Maria Becker in der Titelrolle am Berliner Schillertheater, Foto: Abraham Pisarek, Deutsche Fotothek, 31. August 1953

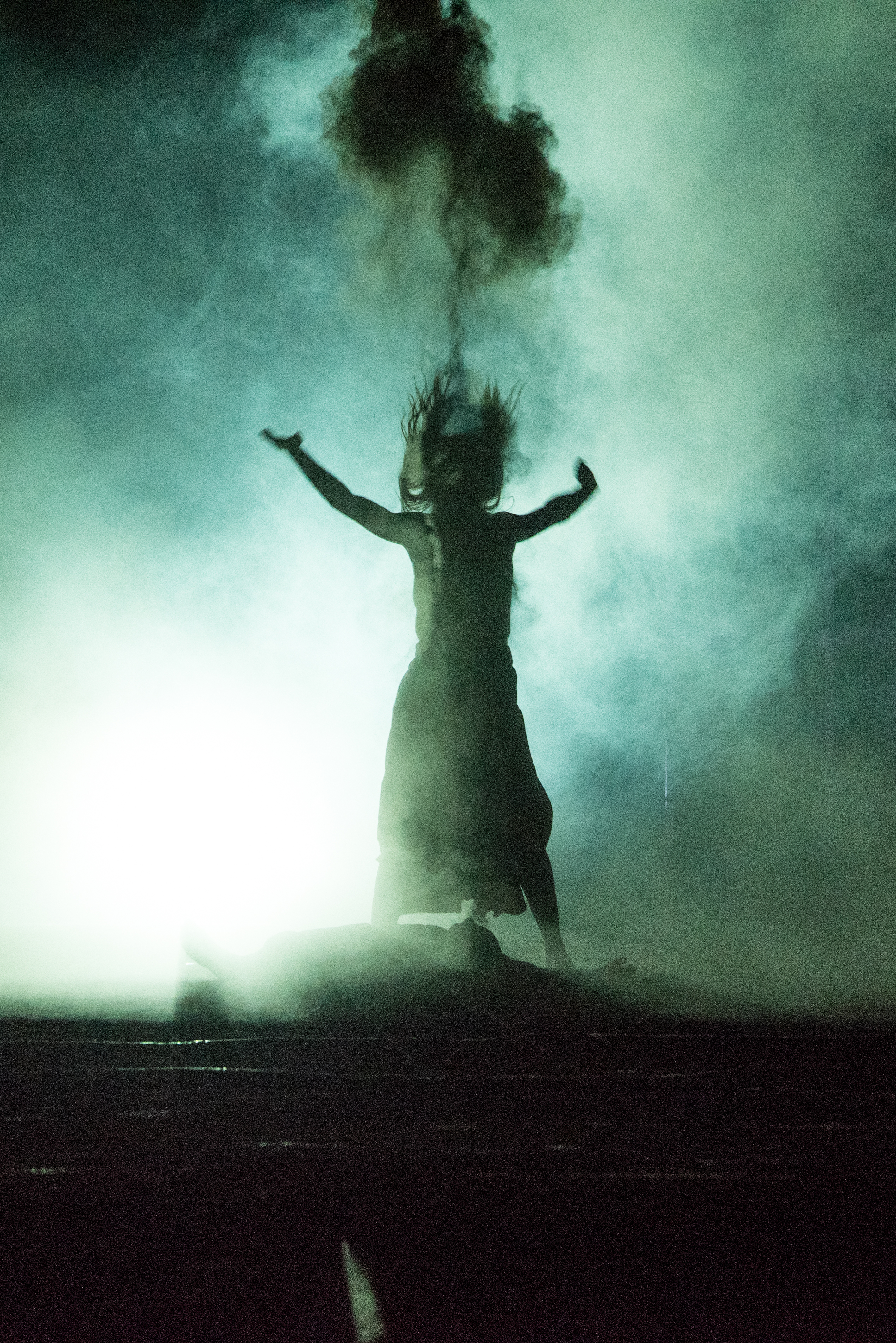
Antigone begräbt ihren Bruder Polyneikes, Burgtheater 2015

Antigone [an'ti:gɔne] (griechisch Ἀντιγόνη; in späteren Verarbeitungen auch Antigonae, Antigonä oder Antigona) ist eine Tragödie des antiken griechischen Dichters Sophokles.

## Überblick
Kreon, der neue Tyrann von Theben, verbietet die Bestattung seines Neffen Polyneikes, da dieser als Verbannter gegen die eigene Stadt Krieg geführt hat. Antigone, Tochter des Ödipus und dessen Mutter Iokaste sowie Polyneikes’ Schwester, akzeptiert Kreons Herrschaft nicht und übertritt trotzig das Verbot. Zur Strafe lässt Kreon sie vorerst lebendig einmauern, um sie dann aus Gottesfurcht befreien zu wollen: Da hat Antigone sich aber bereits das Leben genommen. Ihr Freitod löst eine Kette von Suiziden aus: Ihr Verlobter Haimon, Kreons Sohn, und Eurydike, Kreons Ehefrau und Haimons Mutter, nehmen sich alle das Leben.
In Athen wahrscheinlich im Jahr 442 v. Chr. uraufgeführt, ist die Tragödie das zuerst aufgeführte Stück von Sophokles’ „Thebanischer Trilogie“, zu der außerdem König Ödipus und Ödipus auf Kolonos gehören.

## Personen
- Antigone, Tochter und Schwester von Ödipus, Tochter und Enkelin von Iokaste
- Ismene, Antigones Schwester
- Kreon, König von Theben, Antigones Onkel, Bruder von Iokaste
- Haimon, Antigones Verlobter, Sohn von Kreon und Eurydike
- Teiresias, Seher
- Eurydike, Kreons Frau
- Wächter
- Erster Bote
- Zweiter Bote
- Chor, die Ältesten der Stadt Theben, 15 Männer, darunter ein Chorführer

## Inhalt

### Ort und Zeit
Das Stück spielt in mythischer Vorzeit im Stadtstaat Theben in Griechenland.

### Vorgeschichte

Stammbaum von Antigone

Hintergrund ist das Unheil, das seit drei Generationen über dem Herrschergeschlecht von Theben hängt, dem Haus der Labdakiden. König Laios hatte eine Untat begangen, was dazu führte, dass sein Sohn Ödipus unwissentlich sowohl seinen Vater erschlug als auch seine Mutter Iokaste heiratete. Er wurde der neue König von Theben und hatte mit Iokaste vier Kinder: zwei Töchter, Antigone und Ismene (die also zugleich die Schwestern von Ödipus und die Enkelinnen von Iokaste sind), und zwei Söhne, Eteokles und Polyneikes (zugleich die Brüder von Ödipus und die Enkel von Iokaste). Nach dem Tod von Iokaste und Ödipus wachsen die Kinder bei Kreon auf, dem Bruder ihrer Mutter. Die Söhne (Antigones Brüder und zugleich Neffen) sollen abwechselnd die Herrschaft innehaben, darüber sind sie jedoch zu Feinden geworden, und eine Stasis bricht aus: Polyneikes wird verbannt; er sammelt aber Verbündete um sich und versucht, im Krieg der Sieben gegen Theben mit ihrer Hilfe die Stadt zu erobern. Bei der entscheidenden Schlacht vor den Toren Thebens töten sich die verfeindeten Brüder gegenseitig, und die Angreifer werden zurückgeschlagen. Nun übernimmt Kreon die Herrschaft, als nächster männlicher Verwandter der bisherigen Könige. Seinen Neffen Eteokles, der die Stadt verteidigt hat, lässt er den Sitten gemäß beerdigen. Den Leichnam des Polyneikes jedoch, der zum Feind der Stadt geworden war, lässt er vor den Toren der Stadt liegen und verbietet seine ordentliche Bestattung (Atimie). Damit verwehrt Kreon dem toten Polyneikes den Einzug ins Totenreich. Die Einhaltung seines Verbots, das er mit der Strafandrohung einer Steinigung verbunden hat, sichert eine Gruppe von Wächtern. An dieser Stelle setzt die Handlung ein.

### Prolog
Antigone berichtet ihrer Schwester Ismene von Kreons Verbot, Polyneikes zu beerdigen; sie fragt sie, ob sie bereit sei, ihr bei der Bestattung zu helfen. Ismene lehnt das ab. Sie verweist auf Kreons Verbot und auf die schmähliche Strafe der Steinigung; die Aufgabe der Frauen bestehe nicht darin, sich den Männern und den Stärkeren zu widersetzen. Antigone erklärt Ismene, dass sie deren Entscheidung für falsch hält – die Gesetze der Unterweltgötter gebieten die Bestattung; Antigone versucht aber nicht, Ismene umzustimmen. Ismene ist klar, dass sie das Gesetz der unterirdischen Götter verletzt; dafür will sie sie um Verzeihung bitten. Antigone freut sich darauf, so sagt sie, nach der Tat zu sterben und mit ihrem lieben Bruder auf immer zusammenzuliegen. Ismene fordert Antigone auf, die Tat wenigstens heimlich zu begehen, Antigone weist das zurück. Ismene erklärt Antigone für unverständig.
Das Einzugslied des Chores handelt vom Kampf um Theben. Ein gefährlicher Krieger näherte sich der Stadt, Adrast von Argos, mit dem Polyneikes sich verbündet hatte. Die Angreifer wollten die Türme der Stadt in Brand setzen, doch die Thebaner konnten sie zurückschlagen; dabei stützten sie sich auf die Hilfe der Götter Zeus und Ares. Das „schreckliche Brüderpaar“ (Vers 144) hat sich im Kampf gegenseitig umgebracht. Nike, die Siegesgöttin, jubelt; jetzt soll der Kampf vergessen und der Sieg gefeiert werden.

### 1. Akt/Epeisodion
Kreon erklärt sich zum neuen Herrscher der Stadt, er beruft sich auf seine nahe Verwandtschaft mit den bisherigen Machthabern, Ödipus und seinen Söhnen. Das höchste Gut sei das eigene Vaterland, deshalb habe er befohlen, dass Polyneikes nicht bestattet werden dürfe. Der Chorführer erklärt sein Einverständnis: Kreon habe das Recht, einen solchen Befehl zu erlassen.
Ein aufgeregter und ängstlicher Wächter erscheint und berichtet, dass das Verbot übertreten worden sei. Die Leiche wurde mit Staub bedeckt, der Täter ist unbekannt. Ausführlich schildert er, eine komische Figur, wie sehr er fürchte, für die schlechte Nachricht bestraft zu werden. Der Chorführer fragt vorsichtig, ob das göttliche Recht nicht möglicherweise doch die Bestattung gebiete. Zornig beharrt Kreon auf dem Verbot; er vermutet, dass derjenige, der es übertreten hat, dies für Geld getan habe. Die Bewacher der Leiche werden von ihm mit dem Tod bedroht: Falls sie den Schuldigen nicht sofort finden, sollen sie gekreuzigt werden. Mit einem Wortspiel versucht der Wächter, Kreon den Unterschied zwischen der Nachricht und dem Boten klarzumachen.
Im ersten Standlied besingt der Chor die ungeheuren Taten des Menschen: Der Mensch beherrscht die Seefahrt und die Landwirtschaft, den Vogelfang, den Fischfang und die Viehzucht. Er hat sich das Denken, das Sprechen und das Staatenlenken beigebracht. Dem Schnee und dem Regen kann er entfliehen; dem Tod kann er zwar nicht entrinnen, doch schwer heilbare Krankheiten hat er im Griff. Die Kunst der Erfindung wird von ihm teils für das Gute, teils für das Schlechte eingesetzt. In der Stadt bringt er die Gesetze des Landes und das von den Göttern verhängte Recht zur Geltung; wer Unrecht tut, wird aus der Stadt verbannt.

### 2. Akt/Epeisodion
Die Wächter haben Antigone am Grab des Polyneikes gefasst; einer von ihnen bringt sie zu Kreon. Er berichtet dem König, wie sie die Leiche mit Staub bedeckt und Polyneikes' Tod beklagt habe; er beschreibt, wie erleichtert er sei, selbst dem Unglück entronnen zu sein. Antigone gesteht ihre Tat ohne Umschweife. Sie beruft sich auf die ungeschriebenen Gesetze des Unterweltgottes. Diese Gesetze verlangen, sagt sie, dass der Bruder bestattet werde, unabhängig davon, ob er Gutes oder Schlechtes getan habe; das Volk der Stadt sehe das genauso, wage aber nicht, das zu äußern. Wenn sie sterben müsse, sei das nur ein Gewinn, da sie ein Leben voller Leid gelebt habe. Kreon kritisiert ihre Starrheit und ihren Hochmut; nie werde eine Frau ihn beherrschen. Er lässt Ismene holen. Ismene erklärt, dass sie bereit sei, die Mitschuld auf sich zu nehmen. Von Antigone wird sie schroff zurückgewiesen.
Im abschließenden Standlied singt der Chor von dem Unheil (Ate), mit dem das Haus der Labdakiden geschlagen sei.

### 3. Akt/Epeisodion
Es kommt zu einem Streitgespräch zwischen Kreon und seinem Sohn Haimon, dem Verlobten der Antigone. Haimon bekundet zunächst seinen Respekt gegenüber dem Vater, berichtet dann, dass das Volk der Stadt das Mädchen bedaure, da sie eine rühmliche Tat begangen habe, und fordert Kreon schließlich dazu auf, seine Meinung zu ändern. Kreon erklärt, das hieße, diejenigen zu ehren, die die Ordnung verletzt hätten. Da die Stadt das Eigentum des Herrschers sei, habe er allein das Recht, über Antigone zu entscheiden. Das Gespräch wird hitzig. Kreon wirft Haimon vor, sich dem Vater zu widersetzen, der Sklave einer Frau und ein Hohlkopf zu sein; Haimon setzt dagegen, dass die Stadt nicht einem einzigen Mann gehöre, dass Kreon das Recht der Unterweltgötter verletze und dass er verrückt sei. Wenn Antigone sterbe, wolle auch er, Haimon, sterben; Kreon werde ihn nie wiedersehen. Kreon verfügt, Antigone lebendig in eine Grabkammer einzusperren, und verhöhnt sie: In diesem Grab könne sie Hades anbeten, den Gott der Unterwelt, den einzigen Gott, den sie verehre.
Im dritten Standlied geht es um Eros – um den Gott der Liebe, des Begehrens. Eros verwirre den Sinn der Gerechten und habe auch diesen Streit zwischen Blutsverwandten hervorgerufen. Die strahlenden Augen von Antigone hätten gesiegt und drohten jetzt (so singt der Chor über sich selbst) sogar den Chor der Alten von der Bahn des Gesetzes abzubringen.

### 4. Akt/Epeisodion
Der vierte Auftritt enthält Antigones Totenklage (kommos). Sie beklagt, dass sie unverheiratet in den Tod gehe. Der Chorführer antwortet, dass sie berühmt sei, allgemein gelobt werde und autonom (autonomos, sich selbst das Gesetz gebend) in den Hades gehe. Sie vergleicht ihr Schicksal mit dem von Niobe, die in einen Fels verwandelt wurde. Der Chorführer erwidert, es sei etwas Großes, wie eine Göttin zu sterben; Antigone fühlt sich dadurch verspottet. Der Chorführer bringt in Erinnerung, dass sie dem Fluch der Labdakiden zum Opfer gefallen sei; Antigone spricht von den Verbrechen des Ödipus. Kreon tritt auf und drängt die Wächter, Antigone schneller ins Grab zu bringen. Sie erklärt, dass sie sich auf das Totenreich freue, da sie hoffe, dort ihre Eltern und Brüder wiederzusehen. Was sie für ihren Bruder tat, hätte sie niemals, so sagt Antigone, für ihren Ehemann oder für ihre Kinder getan; diese seien ersetzbar – sie könnte einen anderen Mann heiraten und mit ihm andere Kinder haben –, den Bruder aber könne sie, da Vater und Mutter tot seien, nicht ersetzen.
Das vierte Standlied handelt von grausamen Strafen: Danaë wurde in eine Eisenkammer gesperrt, obwohl sie von königlicher Herkunft war und mit Zeus ein Kind hatte. König Lykurg von Thrakien wurde von Dionysos in ein steinernes Gefängnis eingeschlossen, weil er gegen den Gott Schmähreden gehalten hatte. Die beiden Söhne von König Phineus wurden von ihrer Stiefmutter Idaea mit Weberschiffchen geblendet. Die Söhne beweinten das Leid ihrer Mutter Kleopatra, Tochter des Windgottes Boreas.

### 5. Akt/Epeisodion
Von einem Knaben geführt, betritt der blinde Seher Teiresias die Szene und berichtet Kreon von schlechten Zeichen: Die Vögel sind aggressiv, und von den Altären steigt das Feuer nicht mehr in die Höhe – die Götter nehmen die Gebete und die Opfer nicht mehr an. Der Grund, so sagt er, liege darin, dass die Altäre besudelt seien von Leichenteilen des Polyneikes, die von Vögeln und Hunden dorthin geschleppt worden seien. Der Seher fordert Kreon auf, Polyneikes beerdigen zu lassen. Kreon beharrt auf dem Verbot und verdächtigt Teiresias, bestochen worden zu sein. Beide geraten in Zorn. Teiresias sagt Kreon voraus, dass er nicht mehr lange zu leben habe und dass die Unterweltgötter einen von seinen Blutsverwandten zur Strafe für das Unterlassen der Beerdigung sterben lassen würden. Der Chorführer ist sich mit dem König darin einig, dass die Voraussagen von Teiresias, seit er geworden alt sei, immer gestimmt hätten. Der Chorführer rät Kreon, Antigone aus der Gruft zu holen und Polyneikes zu bestatten. Kreon stimmt zu, was ihn große Überwindung kostet, und zieht los, um Antigone zu befreien.
Im fünften Standlied ruft der Chor den Gott Dionysos an und erinnert ihn an dessen Verbindungen mit der Stadt. Jetzt, wo Theben von schwerer Krankheit befallen sei, möge er in der Stadt erscheinen, zusammen mit seinem wilden Gefolge, den Bacchantinnen.

### Schlussszene/Exodos
Ein Bote berichtet, dass Kreon etwas Schreckliches zugestoßen sei, er sei jetzt ein „lebendiger Toter“. Im Wechselgespräch mit dem Chorführer erzählt der Bote, dass Haimon sich aus Zorn über den Vater „wegen des Mordes“ umgebracht habe. Eurydike kommt hinzu, Kreons Ehefrau und Haimons Mutter, und der Bote schildert ihr die Einzelheiten: Er habe zunächst mit Kreon Polyneikes beerdigt und sei dann mit ihm zu Antigones Grabbau gegangen. Im Grab hätten sie Antigone, die sich erhängt habe, gesehen und Haimon gefunden, der sie an der Hüfte umschlungen und den „Verlust des Bettes“ und die Tat des Vaters beklagt habe. Haimon habe das Schwert gegen Kreon gezogen, ihn jedoch verfehlt und sich dann, rasend über sich selbst, in sein Schwert gestürzt und an die tote Antigone geklammert. Dann sei Haimon gestorben.
Nach diesem Bericht geht Eurydike ins Haus. Die anschließende Stille ist dem Boten und dem Chorführer unheimlich. Die Bahre mit Haimons Leiche wird hereingetragen, Kreon wirft sich über sie.
Im Wechsel singen der Chorführer, Kreon und ein Bote das abschließende Klagelied. Der Chorführer erklärt, dass Kreons Unglück auf dessen eigenem Fehler beruhe. Kreon stimmt zu: Es sei seine Uneinsichtigkeit gewesen, durch die er seinen Sohn verloren habe. Ein Bote berichtet, dass Eurydike sich ebenfalls getötet habe. Sie schloss die Augenlider, nachdem sie Kreon als Kindesmörder verflucht und sich dann mit einem scharfen Schwert unter ihr Herz gestochen habe. Kreon klagt, dass er selbst ihr Mörder sei, und wünscht sich sein Ende herbei. Der Chorführer kritisiert ihn: Aus dem vorbestimmten Schicksal gebe es für Sterbliche kein Entrinnen.
Das Stück endet mit einer vom Chorführer gesungenen moralischen Lehre: Besonnenheit sei das höchste Glück; den Bereich der Götter dürfe man nicht entweihen; die großen Worte der Prahlenden hätten im Alter vernünftiges Besinnen gelehrt, nachdem sie durch schwere Schläge gebüßt worden seien.

## Zitat
“Als Ideal der hingebenden Liebe zu Eltern und Geschwistern und eines opferwilligen Heldenmuts in Erfüllung der Pflichten der Pietät, der ihr dann, weil sie dem Verbote des freilich leidenschaftlich verblendeten Herrschers zuwiderhandelt, in echt tragischer Weise Schuld und Untergang zuzieht, hat sie Sophokles in zwei Trauerspielen „Oidipus auf Kolonos“  und „Antigone“ verherrlicht.”

## Interpretation

### Antike
Sophokles hat sein Stück Antigone als Reaktion auf die Verbannung des Themistokles, des Helden der Seeschlacht von Salamis, aus Athen verfasst. In seinem Werk behandelt Sophokles das moralisch gerechtfertigte Aufbegehren gegen staatliche Ordnung bzw. Gewalt bei Strafe des eigenen Unterganges. Kreon nimmt in diesem Werk die Stellung eines Tyrannen ein. (Anmerkung: Als „Tyrann“ galt zu jener Zeit ein Alleinherrscher, der seine Herrschaft mit Gewalt errungen hatte, und nicht unbedingt, wie heute, jemand, der eine Gewaltherrschaft ausübte. Ein Tyrann konnte durchaus ein friedlicher Herrscher sein (z. B. Peisistratos).
Seine pejorative Bedeutung bekam der Begriff erst in späterer Zeit.) Haimon tritt für die Herrschaft des Volkes ein und missbilligt die Alleinherrschaft seines Vaters: „Das ist kein Staat, der einem nur gehört“ (V. 737). Kreon hingegen hält an dem Gesetz fest und daran, jeden zu bestrafen, der dieses Gesetz übertritt. Er sieht Ordnung und Disziplin als den geeignetsten Schutz für das Gemeinwohl: „Wo die Reihn geordnet stehn, bewahrt Gehorsam tausend Leben vor Gefahr“. Kreon geht es nur darum, dass die Gesetze eingehalten werden, selbst wenn sie seiner Verblendung gegenüber dem Recht und dem Wohl des Volkes entspringen. Nur wer die Zügellosigkeit unter Kontrolle zu halten vermöge, der könne sich auch erfolgreich gegen Feinde verteidigen: „Heg ich bei dem eigenen Stamm den Ungehorsam, wie bezähm ich Fremde dann?“ Diese Gesetze können aber zugleich nur von einem Mann aufgestellt werden. Kreon ist von der Überlegenheit des Mannes über die Frau überzeugt. Damit wird die Welt der Politik einzig dem Mann zugesprochen, die Frau hat hier nichts zu sagen. Antigone macht sich somit gleich zweier Gesetzesbrüche schuldig: Sie hat Kreons Gesetz, ihren Bruder nicht zu bestatten, nicht befolgt und die ihr zugedachte Rolle als Frau nicht akzeptiert, die besagt, sie habe sich dem Manne unterzuordnen und sich jeglichem politischen Geschehen fernzuhalten.
Außerdem setzt sich Sophokles mit dem Gegensatz zwischen dem „ewig“ gültigen ethischen Wertesystem und der kurzlebigen Tagespolitik auseinander. Dabei wird deutlich, dass die Kluft zwischen beiden Gebieten unüberbrückbar ist. Trotzdem wird aber klar, welchem System Sophokles mehr Bedeutung zumisst – dem religiös-ethischen, für das die Figur der Antigone letztlich steht. Sophokles sieht in einem „guten“ Menschen ein individuell handelndes Wesen, das aber dennoch gottesfürchtig ist. Kreon lässt diese Ehrfurcht den Göttern gegenüber jedoch vermissen: Er macht sich der Hybris schuldig und wird von den Göttern damit bestraft, dass er seine eigene Familie verliert; das Leben seines Sohnes und das seiner Frau enden durch Selbstmord. Durch diesen schweren Schicksalsschlag erfährt Kreon aber zugleich seine eigene Läuterung und wird auf den rechten Weg zurückgeführt.
Ein Thema wie das der Antigone ist ganz typisch für die antike griechische Tragödie, durch welche das Publikum unter anderem auch sittlich geläutert werden sollte. Entsprechend der aristotelischen Poetik versteht sich die antike Tragödie als die Nachahmung einer in sich geschlossenen Handlung von geeignetem Umfang in anziehend geformter Sprache, welche Jammern/Rührung (eleos) und Schaudern/Schrecken (phobos) hervorrufen soll (Anmerkung: Die gängige deutsche Übersetzung von „eleos“ und „phobos“ mit „Mitleid und Furcht“ nach Gotthold Ephraim Lessing ist etwas irreführend!) und hierdurch eine Reinigung (Katharsis) von derartigen Erregungszuständen bewirkt.

### Hegel
In der Phänomenologie des Geistes von 1807 analysiert Hegel den griechischen Stadtstaat, die Polis, und bezieht sich hierfür auf Antigone; der Name fällt nur zwei Mal, aber die Experten sind sich darin einig, dass Antigone hier überall im Hintergrund steht. Das Stück bezeugt, Hegel zufolge, die konflikthafte Sittlichkeit der Polis. Unter Sittlichkeit versteht er die unmittelbare Identifikation des Individuums mit der Gemeinschaft ohne reflektierenden Abstand. In der Polis nimmt die Sittlichkeit zwei nebeneinander bestehende Formen an, als Sittlichkeit von Familie und Verwandtschaft, verkörpert durch Antigone, und als Sittlichkeit des Stadtstaates, dargestellt durch Kreon. Die Sittlichkeit der Familie beruht auf dem „göttlichen Gesetz“, auf den ungeschriebenen Gesetzen der Solidarität der Verwandtschaft, von denen die Mythen erzählen; diese Form der Sittlichkeit ist die Sphäre der Frau. Die Sittlichkeit des Stadtstaates gründet sich auf dem „menschlichen Gesetz“, auf Gesetzen und Verordnungen, die von Menschen erlassen wurden; in dieser Sphäre der Sittlichkeit herrscht der Mann. Innerhalb der Familie ist das reinste Verhältnis das zwischen Bruder und Schwester; sie begehren einander nicht und sind freie Individualität gegeneinander.
Für die Antigone-Rezeption ist eine Bemerkung von Hegel in den Vorlesungen über die Philosophie der Religion von wichtiger Bedeutung; Hegel hielt diese Vorlesungen vier Mal zwischen 1821 und 1831. Aus seinen Notizen und aus Hörermitschriften erschien 1832 eine von Marheineke herausgegebene Ausgabe und 1840 eine erweiterte Version dieser Ausgabe. Über die Tragödien des Sophokles heißt es hier:
„Auf eine plastische Weise wird die Kollision der beiden höchsten sittlichen Mächte gegeneinander dargestellt in dem absoluten Exempel der Tragödie, Antigone; da kommt die Familienliebe, das Heilige, Innere, der Empfindung angehörige, weshalb es auch das Gesetz der unteren Götter heißt, mit dem Recht des Staats in Kollision. Kreon ist nicht ein Tyrann, sondern ebenso eine sittliche Macht. Kreon hat nicht Unrecht; er behauptet, daß das Gesetz des Staats, die Autorität der Regierung geachtet werde[n muß] und Strafe aus der Verletzung folgt. Jede dieser beiden Seiten verwirklicht nur die eine der sittlichen Mächte, hat nur die eine derselben zum Inhalt. Das ist die Einseitigkeit, und der Sinn der ewigen Gerechtigkeit ist, daß beide Unrecht erlangen, weil sie einseitig sind, aber damit auch beide Recht.“
In den Vorlesungen über die Ästhetik bezieht sich Hegel immer wieder auf Antigone; er hält diese Vorlesungen vier Mal zwischen 1820 und 1829, eine Zusammenstellung auf der Grundlage seiner Notizen und von Hörermitschriften erscheint 1835. Hegel spricht hier von Antigone als „einem der allererhabensten, in jeder Rücksicht vortrefflichsten Kunstwerke aller Zeiten“; er betont, dass die Protagonisten auch zur entgegengesetzten Sphäre gehören, Antigone ist als Königstochter und Haimons Verlobte auch Mitglied der Welt des Staates, Kreon ist auch Teil einer Familie. „So ist beiden an ihnen selbst das immanent, wogegen sie sich wechselweise erheben, und sie werden an dem selber ergriffen und gebrochen, was zum Kreise ihres eigenen Daseins gehört.“
Die hegelsche Deutung dominiert in den Arbeiten von August Boeckh Über die Antigone des Sophokles (1824) und von Hermann Friedrich Wilhelm Hinrichs Das Wesen der antiken Tragödie. Durchgeführt an den beiden Ödipus des Sophokles im Allgemeinen und an der Antigone insbesondere (1827). Von Friedrich Theodor Vischer wird sie in der einflussreichen Ästhetik oder Wissenschaft des Schönen (1846–58) ausführlich dargestellt.

### Goethe
Goethes Iphigenie (1779, 1786) orientiert sich teilweise an der Antigone des Sophokles: Die Konfrontation zwischen dem absoluten Herrscher und Iphigenie, die sich seiner Verfügung widersetzt (5. Akt, 3. Szene), zeichnet den Zusammenprall zwischen Kreon und Antigone nach; Thoas' Einsamkeit am Schluss entspricht der von Kreon; das Parzenlied orientiert sich an den Chorliedern von Antigone.
Goethe äußert sich direkt zur Antigone des Sophokles in den Gesprächen mit Eckermann am 28. März und am 1. April 1827. Ausgangspunkt ist die im selben Jahr erschienene Schrift von Hinrichs über die antike Tragödie.
Für das Tragische, so erklärt Goethe, ist allein entscheidend, dass es einen unauflösbaren Konflikt gibt; der Konflikt zwischen Familie und Staat, den Hinrichs (mit Hegel) in den Mittelpunkt stellt, ist nur einer von vielen möglichen tragischen Widersprüchen.
Kreon handelt, Goethe zufolge, aus Hass gegen den Toten, und keineswegs, wie Hinrichs mit Hegel behauptet, aus Staatstugend. Der Tod des Polyneikes hätte genügt; das Bestattungsverbot war keine Staatstugend, sondern ein Staatsverbrechen.
Kreon und Ismene sind für das Stück notwendig, um die „schöne Seele“ der Heldin zu entwickeln. „Alles Edle ist von stiller Natur und scheint zu schlafen, bis es durch Widerspruch geweckt und herausgefordert wird.“ Ein solcher Widerspruch ist, vor der Tat von Antigone, die Beziehung zu Ismene und nach der Tat die zu Kreon.
Im Stück gibt es eine Stelle, die Goethe für einen „Flecken“ hält; er wünscht sich, dass einmal ein Philologe herausfinden möge, dass sie unecht ist. Er bezieht sich auf die Stelle im Klagelied, an der Antigone erklärt, sie hätte das, was sie für ihren Bruder tat, niemals für ihren Mann oder ihre Kinder getan, da diese ersetzbar seien, ihr Bruder aber nicht. Dieses Motiv erscheint Goethe „als ein dialektisches Kalkül“, als spitzfindig; er meint, dass es „fast ans Komische streift“.

## Schauspielmusik
Der Komponist Felix Mendelssohn Bartholdy schrieb im Jahre 1841 eine Schauspielmusik für Bühnenaufführungen in der deutschsprachigen Übersetzung von Donner. Den Auftrag dazu erteilte ihm der preußische König Friedrich Wilhelm IV. Die Komposition für Männerchor und Orchester (op. 55) umfasst die sieben Chorstücke sowie eine Ouvertüre. Die erste Aufführung erfolgte am 28. Oktober 1841 im königlichen Privattheater im Neuen Palais in Potsdam, die erste öffentliche Erstaufführung am 5. März 1842 in Leipzig.

## Weitere Verwendung des Stoffes
Die 1804 erschienene Antigone-Übersetzung von Friedrich Hölderlin gilt heute als literarisches Meisterwerk. Seine Deutung der Tragödie, aus demselben Jahr, trägt den Titel Anmerkungen zur Antigonä.
Antigone gehört neben König Ödipus zu Sophokles’ einflussreichsten Werken; zahlreiche Bearbeitungen legen davon Zeugnis ab.
Der Antigone-Mythos diente neben Sophokles auch vielen anderen Autoren als literarische Vorlage u. a.:
Die Antigone der Phoinissen des Euripides (411/408 v. Chr.), Luigi Alamanni (1533), Trapolini (1581), Robert Garnier (1580), Jean Rotrou (1638), Jean Racine (La Thébaïde ou Les Frères ennemis, 1664), Vittorio Alfieri (1783), P. S. Pierre-Simon Ballanche (Roman 1814), Friedrich Heinrich Bothe (Der Ödeipiden Fall oder die Brüder, 1822), Wilhelm Frohne (1852), Eugen Reichel (1877), Houston Stewart Chamberlain (Der Tod der Antigone, 1915), Walter Hasenclever (1917), Jean Cocteau (1922), Jean Anouilh (1942), Elisabeth Langgässer (Die getreue Antigone, Kurzgeschichte, 1947), Bertolt Brecht (Antigone des Sophokles, 1948), Felix Lützkendorf (Die cyprísche Antigone, 1957) und Rolf Hochhuth (Die Berliner Antigone, Novelle, 1963).
Karl Gustav Vollmoellers Bearbeitung und Übersetzung für die Bühne (1906) brachte Max Reinhardt dazu, dessen Bearbeitung zwischen 1906 und 1911 mehrfach an seinen Bühnen zu inszenieren. Vollmoeller orientierte sich bei der Ausdeutung der Figuren an seinem Landsmann Hölderlin.
Es gibt etwa 25 Antigone-Opern, u. a.:
Benedetto Pasqualigo/Giuseppe Maria Orlandini (1718), Coltelini/Tommaso Traetta (Antigona, 1772), Antonio Sacchini (Guilard 1778), Jean-François Marmontel/Niccolo Zingarelli (1790), Arthur Honegger (mit J. Cocteaus Text 1927), Carl Orff („Antigonae“, mit Hölderlins Text 1949), Georg Katzer („Antigone oder Die Stadt“, 1991), Mikis Theodorakis („Antigone“, 1996) und Carlos Stella („Antigonai“, 2009).
1961 wurde der Stoff von Yorgos Javellas als Schwarzweißfilm mit dem Titel Antigone auf der Berlinale vorgestellt.
Der Philosoph Hans Jonas greift in seinem Buch Das Prinzip Verantwortung das erste Standlied des Chores in Sophokles’ Antigone als antikes Beispiel für die Auseinandersetzung mit menschlicher Technik auf. Auch Martin Heidegger kommentiert dieses Chorlied in Hinblick auf die darin enthaltene Wesensbestimmung des Menschen.
Der Philosoph Slavoj Žižek verfasste zwei zusätzliche Enden für das Stück, die als „ethisch-politische Übung“ zu verstehen seien und Sackgassen des 21. Jahrhunderts aufzeigen sollen.
Der deutsche Musikkabarettist Bodo Wartke legte 2018 eine moderne Adaption des Stoffes vor, die reich an Wortwitz und im Charakter einer Improvisation besonders geeignet ist, ein jüngeres Publikum anzusprechen. 2022 fand diese Bearbeitung als Lehrmaterial Einzug in Publikationen des Westermann Schulbuch-Verlags.

## Ausgaben
- Hugh Lloyd-Jones, N. G. Wilson (Hrsg.): Sophoclis Fabulae. Clarendon Press, Oxford 1990, 2. korr. Aufl., 1992, ISBN 0-19-814577-2 (historisch-kritische Ausgabe, beste Edition des griechischen Texts)
- Sophokles: Antigone. Griechisch/Deutsch. Übersetzung, Anmerkungen und Nachwort von Norbert Zink, griechischer Text nach der Ausgabe von A. C. Pearson. Philipp Reclam jun., Stuttgart 1981.
- Sophokles: Antigone. Übersetzung und Nachwort von Wilhelm Kuchenmüller. Philipp Reclam jun., Stuttgart 1998, ISBN 3-15-000659-7.
- Sophokles: Ödipus der Tyrann. Antigone. Deutsch von Friedrich Hölderlin, eingeleitet von Wolfgang Schadewaldt. Fischer-Bücherei, Frankfurt am Main 1957.- Im Internet findet man die Hölderlin-Übersetzung bei Projekt Gutenberg.
- Sophokles: Antigone. Übersetzt von Friedrich Hölderlin, bearbeitet von Martin Walser und Edgar Selge. Insel Verlag, Frankfurt am Main 1989, ISBN 3-458-32948-X.
- Sophokles: Antigone. Herausgegeben und übertragen von Wolfgang Schadewaldt. Mit einem Aufsatz, Wirkungsgeschichte und Illustrationen. Insel Verlag, Frankfurt am Main 1974, ISBN 3-458-31770-8.
- Sophokles: Antigone. Text und Materialien. Bearbeitet von Herbert Fuchs und Dieter Seiffert. Reihe Klassische Schullektüre. hrsg. von Ekkehart Mittelberg. Cornelsen, Berlin 2003, ISBN 3-464-60139-0.
- Antigone des Sophokles. Übersetzt und für die Bühne bearbeitet von Karl Gustav Vollmoeller. S. Fischer Verlag, Berlin 1906.
- Antigone von Sophokles. Nach eigener Sichtung des griechischen Textes übersetzt von Michael Gitlbauer. Mit Vertonung der Gesangstheile von Richard Kralik. Braumüller, Stuttgart/Wien 1897.
- Sophokles: Antigone. Übersetzung, Anmerkungen und Nachwort von Kurt Steinmann. Reclam, Stuttgart 2013, ISBN 978-3150190753